# Хиониди, Христула Михайловна
Христула Михайловна Хиониди, в девичестве — Пароциди (1916 год, село Зведа-Квирике, Батумская область, Российская империя — 1985 год, село Зведа-Кирике, Кобулетский район, Аджарская АССР, Грузинская ССР) — колхозница колхоза имени Красной Армии Кобулетского района, Грузинская ССР. Герой Социалистического Труда (1949).

## Биография
Родилась в 1916 году в крестьянской семье в селе Зведа-Квирике Батумской области (сегодня — Кобулетский муниципалитет). После окончания местной сельской школы трудилась в личном сельском хозяйстве. С 1930-х годов — рядовая колхозница на чайных плантациях колхоза имени Красной Армии Кобулетского района.
В течение нескольких лет показывала выдающиеся трудовые результате в чаеводстве. В 1948 году собрала 6004 килограмм чайного листа на участке на участке площадью 0,5 гектара. Указом Президиума Верховного Совета СССР от 29 августа 1949 года удостоена звания Героя Социалистического Труда за «получение высоких урожаев сортового зелёного чайного листа и цитрусовых плодов в 1948 году» с вручением ордена Ленина и золотой медали «Серп и Молот» (№ 4524).
Трудилась в колхозе до выхода на пенсию в 1972 году. Проживала в селе Зведа-Квирике Кобулетского района. Умерла в 1985 году.